# Смит, Майкл (игрок в дартс)
Майкл Смит (англ. Michael Smith; род. 18 сентября 1990, Сент-Хеленс) — английский профессиональный дартсмен, участвующий в турнирах под эгидой PDC. Прозвище — Bully Boy (Задира).
Чемпион мира 2023 года. Лидер рейтинга Order of Merit c 3 января 2023 года по 3 января 2024 года.
Победитель 40 профессиональных турниров, в том числе 2 мейджоров. Победитель турнира Большого Шлема (2022), а также молодежного чемпионата мира PDC (2013). Совместно с Люком Хамфрисом — победитель Кубка мира (2024) в составе команды Англии. Финалист чемпионатов мира 2019 и 2022 годов, Премьер-лиги (2018), Финалов Мировой Серии (2018), World Matchplay (2019), турнира Masters (2020), UK Open (2022) и чемпионата Европы (2022).

## Ранние годы
Смит учился в средней школе Святого Катберта в Сент-Хеленс. Когда ему было 15 лет, он упал с велосипеда по дороге в школу и сломал бедро, после чего ходил с костылями в течение 16 недель. В этот период Смит бросил свои первые 180 очков. После окончания школы он прошел курс обучения столярному делу в колледже. Во время экзаменов, Смит предпочёл турнир по дартсу. Это решение он назвал лучшим в своей жизни. Он был постоянным победителем местных соревнований по дартсу и дебютировал в «мейджер»-турнире PDC на UK Open 2009, где он проиграл 5-6 Дэйву Ладли в первом раунде.

## Карьера
Смит достиг 1/16 финала UK Open 2010, пройдя Питера Мэнли и Мэтта Кларка, прежде чем проиграл Мервину Кингу. Он был одним из многих молодых игроков, выступивших сильно, наряду с Уильямом О’Коннором, Арроном Монком и Рисом Робинсоном.
Он был четвёртым сеяным чемпионате мира среди юношей до 21 года и проиграл в четвертьфинале Бенито ван де Пасу.
26 февраля 2011 года Смит закрыл лег за 9 дротиков на молодежном туре PDC в Барнсли в матче против Майкла ван Гервена. Затем он прошёл в финал, где проиграл Шону Гриффитсу. На следующий день, он выиграл свой первый PDC Pro Tour, победив Дэйва Чизналла 6-5 в финале 2011 UK Open Qualifier 2.
Смит стал профессиональным игроком в PDC и дебютировал на чемпионате мира в 2012 году, проиграв 0-3 Ко Стомпе в первом раунде. Смит использовал лишь 3 из 14 дротиков на удвоение во время матча.

### 2012
Смит выиграл свой второй профессиональный турнир в январе 2012 года на турнире Players Championship Event 2 в Бенидорме. Он выиграл семь матчей, включая 6-3 над Джастином Пайпом в финале, за что также получил приз 6000 фунтов стерлингов. В апреле он заработал место в турнире European Tour Event 1 в Вене, победив Ле Уолласа и Шона Гриффитса в отборочном матче в Великобритании. Он сыграл Джейми Кейвена в первом раунде и закрылся за девять дротиков на пути к победе 6-4, но затем проиграл 5-6 Марку Уолшу во втором раунде. Его результаты означали, что он впервые в своей карьере получил право на участие в World Matchplay, квалифицировавшись по рейтингу Pro Tour. Он встретился с Раймондом ван Барневельдом в первом раунде и уступил ему 4-10. Смит также впервые участвовал в Мировом Гран При, проиграв Филу Тейлору 0-2 в первом раунде. После того, как были сыграны все 33 события ProTour 2012 года, Смит стал 25-м в рейтинге тура, войдя в число 32, которые прошли в финал. Это было первое появление Смита на турнире, и он обыграл Иэна Уайта 6-5 в первом раунде, а затем проиграл 6-10 Киму Хейбрехтсу.

### 2013
Позиция Смита на ProTour также позволила ему выступить на чемпионате мира 2013 года,. Тем не менее, он попал на ван Барневельда в первом раунде, который показал средний набор 108,31 и позволил выиграть Смиту лишь один лег, в результате со счётом 0-3 англичанин покинул турнир. Смит вышел в финал третьего UK Open Qualifier в марте, но проиграл 2-6 Майклу ван Гервену. Смит выиграл чемпионат молодёжный чемпионат мира 2013, обыграв 6-1 Рикки Эванса. Смит обыгрывал ван Барневельда 3-0 в третьем раунде UK Open, но всё же уступил терять 8-9. В октябре он продвинулся в полуфинал во второй раз в 2013 году на 12-м Players Championship, но там проиграл 6-3 Кевину Пейнтеру. Его титул молодёжного чемпионата мира принёс ему право участвовать в Большом шлеме Дартс, где, уступая Дейву Чизналлу 1-3, сыграл леги за 11, 12, 14 и 13 дротиков, выиграв 5-3. Его средний набор составил 103,17. Тем не менее, он проиграл оставшиеся групповые матчи:2-5 Скотту Уэйтсу и 1-5 Теду Хэнки, став третьим в группе H.

### 2014
Смит ворвался в топ-32 общего рейтинга перед самым чемпионатом мира 2014 года, впервые став сеяным игроком. Он победил Морихиро Хасимото 3-1 в первом раунде. Затем он невероятно победил действующего и 16-кратного чемпиона мира Фила Тейлора 4-3 во втором раунде, закрыв 128 броском в «яблочко». В следующем раунде Смит закрыл 136, но его соперник Питер Райт вырвал победу со счётом 4-3. Он был назван Лучшим молодым игроком PDC на вручении премий в январе. Смит выступал в финале шестого отборочного турнира UK Open, но в среднем набрал всего 70,94, поскольку попал на Майкла ван Гервена, в матче с которым уступил 0-6. В третьем раунде они снова встретились и Смит имел возможность выиграть, но не реализовал семь дротиков на матч, проиграв 8-9. Его второй финал 2014 года состоялся на пятом Players Championship, который он снова стал финалистом, обыграв Раймонда ван Барневельда 6-3 в четвертьфинале и Гари Андерсона 6-4 в полуфинале, но на этот проиграл в финале Брендану Долану.
На World Matchplay он обыграл со счётом 10-8 Джастина Пайпа, а затем проиграл 6-13 Тейлору во втором раунде. На Гран-при Европы Смит выбил Гэри Андерсона, Адриана Льюиса и Стивена Бантинга на пути к Мервину Кингу в финале. Смит не реализовал слишком много удвоений на протяжении всего матча, включая один на матч, и проиграл 5-6. Еще один финал последовал неделю спустя на 14-м Players Championship, где он проиграл 4-6 Ван Гервену. На European Darts Trophy, проигрывая в финале 0-3 против ван Гервена, сумел отыграться и выиграть титул со счётом 6-5, закрыв 158 в девятом леге. Он потерпел поражение в первом раунде на Гран-при и Чемпионате Европы, но возглавил Группу F на Большом шлеме, выиграв все три игры. Затем Смит прошёл Кристиана Киста 10-5, но Тейлор победил его 16-3 в четвертьфинале. В финале Players Championship проиграл в первом раунде 4-6.

### 2015
Победив Менсура Сулйовича со счетом 3-1 в первом раунде чемпионата мира 2015 года, Смит затем победил Брендана Долана со счетом 4-2, уступая по ходу матча 0-2, встретившись в третьем раунде с земляком из Сент-Хеленс Стивеном Бантингом. Несмотря на закрытия 170 и 132, Смит проигрывал 3-0, но затем сократил разрыв до 3-2, однако Бантинг удержал победу, со счётом 4-2 пройдя дальше. Смит выиграл пятый отборочный турнир UK Open, победив Адриана Льюиса 6-5. Матч-реванш с Бантингом последовал в третьем раунде Открытого чемпионата Великобритании, где Смит не реализовал два матч-дротика, уступил 8-9. Он выиграл второй титул на European Tour, выиграв International Darts Open после победы 6-3 над Бенито ван де Пасом в финале. Смит проиграл 4-10 Гервину Прайсу в первом раунде World Matchplay, но защитил свой титул European Darts Trophy, победив Майкла ван Гервена в финале второй год подряд. На Мировом Гран-при воспользовался нереализованными матч-дротиками Гервина Прайса, победив в матче со счетом 2: 1, но уступил 0-2 Джейми Льюису во втором раунде. Победы над Уэйном Джонсом, Льюисом и Энди Фордхэмом показали позволили Смиту выиграть свою группу на турнире Большого шлема, а затем со средним набором 104,59 он прошёл Дэйва Чисналл 10-7. Победив Льюиса со счётом 16-11, Смит вышел в полуфинал, где проиграл ван Гервену 6-16.

### 2016
На чемпионате мира 2016 года Смит одержал победы над Джеффри де Цвааном, Стивом Битоном и Бенито ван де Пасом, впервые выйдя в четвертьфинал. По ходу поединка он побеждал 3-0 Раймонда ван Барневельда, но голландец совершил «камбек», выйдя вперёд 4-3. Затем Смит сравнял счёт. Затем ван Барневельд выиграл четыре лега подряд, что принесло ему победу в матче. Смит дебютировал в Премьер-лиге после удачного выступления на чемпионате мира PDC. Он дважды играл на одном этапе из-за болезни Гари Андерсона, где проиграл свои первые матчи 7-1 Питеру Райту и 7-2 Адриану Льюису. Его первое очко было набрано на третьей неделе благодаря ничьей 6-6 с Дейвом Чисналлом. Майкл ван Гервен затем обыграл Смита с набором 123,40 со счётом 7-1 победе, но на следующей неделе Смит одержал свою первую победу в Премьер-лиге, обыграв Ван Барневельда 7-5. Тем не менее, Смит проиграл свои последние два матча, закончив турнир в нижней части таблицы.
Смит играл в финале Austrian Darts Open 2016 года, где проиграл Филу Тейлору 4-6. Он обыграл Саймона Уитлока 10-6 на World Matchplay, затем проиграл 7-11 Стиву Битону во втором раунде. Со счётом 1-2 проиграл в матче против Алана Норриса в первом раунде Мирового Гран-при. Смит также выбыл в первом туре чемпионата Европы и финала Players Championship.

### 2017
Смит к началу чемпионата мира 2017 года не одерживал победы несколько месяцев, с сентября 2016 года, проиграв 10 турниров подряд. В решающем сете в первом матче с Рикки Эвансом одержал победу, не проиграв ни одного лега, и сказал, что недавно сражался «со своими демонами». В следующем раунде он упустил пять дротиков на матч, ведя матч с Мервином Кингом 3-1, но всё же одержал победу 4-3. Смит выигрывал 3-1 у Джеймса Уэйда в третьем раунде, но Смит проиграл шесть легов подряд, уступив матч 3-4. Он также не реализовал два дротика на матч в финале третьего отборочного турнира UK Open, и Питер Райт победил его 6-5. Четыре победы подряд со счётом 6-5 позволили ему добраться до финала Darts Trophy в Гибралтаре, где он при счёте 4-4 закрыл 132 в матче против Менсура Сулйовича, выиграв 6-4. Смит квалифицировался на чемпионат Европы 2017 года третьим сеяным, но проиграл в четвертьфинале Робу Кроссу.

### 2018
Смит был тринадцатым сеяным на чемпионате мира 2018, проиграв во втором раунде будущему чемпиону Робу Кроссу, не реализовав два матч-дротика. После чемпионата Смит был приглашен в Премьер-лигу 2018 года, это участие стало вторым для англичанина. Смит закончил Лигу на втором месте, выйдя в плей-офф Он победил Гари Андерсона в полуфинале, а затем проиграл в финале 4-11 Майклу ван Гервену.
В 2018 году Смит выиграл свой первый турнир на Мировой серии дартс, одержав победу на турнире в Шанхае 8-2 над Робом Кроссом. Смит вышел в финал Мировой серии дартс 2018 года, не реализовав пять дротиков на матч и уступил 10-11 Джеймсу Уэйду.

### 2019
Смит был десятым сеяным на чемпионате мира по дартс в 2019 году. Во втором раунде он выбил Рона Мейленкампа перед тем, как победить Джона Хендерсона и Райана Сёрла. Он достиг своего первого полуфинала чемпионата мира, победив со счётом 5-1 Люка Хамфриса в четвертьфинале. Сразу после этого он победил Нейтана Аспиналла в полуфинале, выйдя в финал против Майкла ван Гервена. Смит потерпел поражение 3-7.

## Результаты на чемпионатах мира

### PDC
- 2012: Первый раунд (поражение от Ко Стомпе 0-3)
- 2013: Первый раунд (поражение от Раймонда ван Барневельда 0-3)
- 2014: Третий раунд (поражение от Питера Райта 3-4)
- 2015: Третий раунд (поражение от Стивена Бантинга 2-4)
- 2016: Четвертьфинал (поражение от Раймонда ван Барневельда 4-5)
- 2017: Третий раунд (поражение от Джеймса Уэйда 3-4)
- 2018: Второй раунд (поражение от Роба Кросса 3-4)
- 2019: Финалист (поражение от Майкла ван Гервена 3-7)
- 2020: Второй раунд (поражение от Люка Вудхауса 1-3)
- 2021: Второй раунд (поражение от Джейсона Лоу 1-3)
- 2022: Финалист (поражение от Питера Райта 5-7)
- 2023: Победитель (Победа над Майклом ван Гервеном 7- 4)
- 2024: Четвертый раунд (поражение от Криса Доби 0-4)
- 2025: Второй раунд (поражение от Кевина Дутса 2-3)

## Леги за 9 дротиков
| Дата            | Противник        | Турнир              | Способ                          |
| --------------- | ---------------- | ------------------- | ------------------------------- |
| 27 февраля 2020 | Дэрил Гёрни      | Премьер-Лига 2020   | 3 x T20; 3 x T20; T20, T19, D12 |
| 5 марта 2022    | Менсур Сульович  | UK Open 2022        | 3 x T20; 3 x T20; T20, T19, D12 |
| 3 января 2023   | Майкл ван Гервен | Чемпионат мира 2023 | 3 x T20; 3 x T20; T20, T19, D12 |